# ویکتور آپویان
ویکتور تادئوسی آپویان (ارمنی: Վիկտոր Թադևոսի Ափոյան؛  زادهٔ ۲۹ مهٔ ۱۹۳۰- درگذشته ۱۸ فوریهٔ ۲۰۱۳) جراح اهل ارمنستان بود.

## زندگی‌نامه
وی در ۲۹ مهٔ ۱۹۳۰ در تفلیس به دنیا آمد و از دانشگاه پزشکی دولتی ایروان (۱۹۵۵) فارغ‌التحصیل گشت. همچنین برندهٔ جوایزی همچون مدال مخیتار هراتسی (۲۰۰۱) و مدال طلای ایوان پاولوف شده است. وی در ۱۸ فوریهٔ ۲۰۱۳ در سن ۸۲ سالگی در ایروان درگذشت.

## یادداشت
1. ↑  բժշկական գիտությունների դոկտոր